# هنري هاريسون ميتكالف
هنري هاريسون ميتكالف (7 أبريل 1841 - 6 فبراير 1932) كان محرراً وصحفياً ومؤرخاً وسياسياً ومؤلفاً من نيو هامبشير.

## النشأة
ولد هنري ميتكالف في نيوبورت، نيو هامبشير، وكان ابن جوزيف ولوسي ميتكالف في عام 1841م. درس القانون في كلية الحقوق بجامعة ميشيغان، وتخرج في عام 1865م وتم قبوله في نقابة المحامين في الولاية في عام 1866 ومع ذلك، اختار أن يدخل مجال الصحافة بدلا من القانون وحرّر العديد من الصحف والمجلات على مدى حياته المهنية، بما في ذلك الجرانيت الشهري الذي أسسه في عام 1877م. تزوج ميتكالف ماري جاكسون في 17 ديسمبر 1869م في ليتلتون، نيو هامبشير.
وشملت مهنة ميتكالف الأدبية تحرير جمهورية الجبل الأبيض، ومانشستر ديلي يونيون، ونيو هامبشير باتريوت، كما كتب لعالم نيويورك، ونيويورك هيرالد، ونيويورك تايمز، وبوسطن بوست، وغيرها. كما كتب وحرر عدداً من الكتب معظمها عن التاريخ المتعلق بـ نيو هامبشير، شغل منصب مؤرخ ولاية نيو هامبشير وكذلك مؤرخ لمجتمع ولاية أبناء الثورة الأمريكية، بالإضافة إلى أنه شغل منصب رئيس الجمعية في عام 1918م.
شارك ميتكالف في سياسة ولاية نيو هامبشير كديمقراطي، و شغل عدة مكاتب، وأصبح زعيماً في حزب الولاية وإدارة مؤتمر الولاية في عام 1900م، فضلاً عن عمله كمندوب للحزب، كما كان من مؤيدي حركة حق المرأة في التصويت. كما كان نشطاً في الكنيسة الكونية، حيث شغل منصب المشرف على مدرسة الأحد، ونائب رئيس مؤتمر ولاية نيو هامبشير العالمية، وعضو في مجلس أمناءها، حصل على شهادة فخرية من كلية دارتموث في عام 1913م.
توفي ميتكالف من الالتهاب الرئوي في عام 1932 عن عمر يناهز 90 عاماً. كان يعرف أحيانا باسم نيو هامبشير «الرجل الكبير من العمر» وتم تكريمه من قبل العديد من المنظمات السياسية والمدنية والدينية في الولاية عند وفاته.

## فهرس
- The National Grange, Patrons of Husbandry, at Concord, New Hampshire, November 18–24, 1892. 1893.
- New Hampshire women: A collection of portraits and biographical sketches of daughters and residents of the Granite state. 1895
- New Hampshire agriculture : personal and farm sketches. 1897
- Laws of New Hampshire, including public and private acts and resolves and the Royal commissions and instructions, with historical and descriptive notes. 1904
- Probate records of the province of New Hampshire ... 1635-[1771]. 1907
- Memorial of Hon. Harry Bingham, LL. D., lawyer, legislator, author. 1910
- Dedication of a statue of General Franklin Pierce, fourteenth President of the United States, at the State house, Concord, November 25, 1914. 1914.
- One thousand New Hampshire notables. 1919.
- New Hampshire in History, or, The Contribution of the Granite State to the Development of the Nation. 1921.
- New Hampshire Sesqui-centennial celebraton. One hundred and fiftieth anniversary of the establishment of independent government. 1926.
- Sullivan County recollections. 1926
- Franklin Pierce and Edmund Burke: a President and a president-maker. 1930